# 勒梅尼勒西蒙
勒梅尼勒西蒙（法語：Le Mesnil-Simon，法語發音：[lə mɛnil simɔ̃] ⓘ）是法国厄尔-卢瓦省的一个市镇，属于德勒区。

## 地理
勒梅尼勒西蒙（48°53'46"N, 1°32'13"E）面积9.17 平方千米，位于法国中央-卢瓦尔河谷大区厄尔-卢瓦省，该省份为法国北部内陆省份，北起顺时针与厄尔省、伊夫林省、埃松省、卢瓦雷省、卢瓦-谢尔省、萨尔特省和奧恩省接壤。
与勒梅尼勒西蒙接壤的市镇（或旧市镇、城区）包括：日勒、蒙德勒维尔、蒂伊、拉绍塞迪夫里。

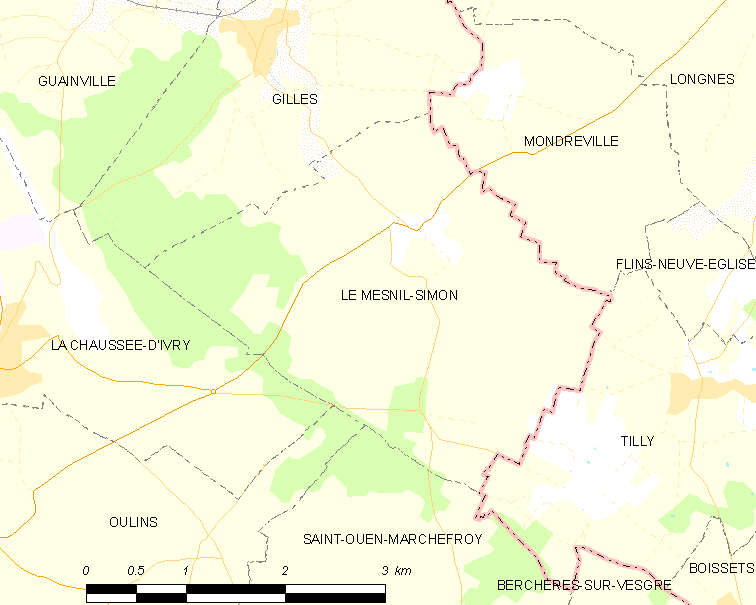
勒梅尼勒西蒙的OSM定位图

勒梅尼勒西蒙的时区为UTC+01:00、UTC+02:00（夏令时）。

## 行政
勒梅尼勒西蒙的邮政编码为28260，INSEE市镇编码为28247。

## 政治
勒梅尼勒西蒙所属的省级选区为阿内特县。

## 人口

1962-2008年间勒梅尼勒西蒙人口变化图示

勒梅尼勒西蒙于2022年1月1日时的人口数量为569人。